# 오필리아 (존 윌리엄 워터하우스)
《오필리아》(Ophelia)는 영국의 화가 존 윌리엄 워터하우스가 1894년에 그린 캔버스 유화 작품으로, 윌리엄 셰익스피어의 희곡 《햄릿》의 등장인물인 오필리아를 묘사한 그림이다. 오필리아는 햄릿 왕자의 아내가 될 가능성이 있는 덴마크의 젊은 귀족 여성이다. 이 작품은 오필리아가 죽기 직전의 마지막 모습을 묘사했는데, 그녀는 백합 연못 위로 뻗은 버드나무 가지에 앉아 있으며 그녀가 입은 왕실 복장은 주변 자연환경과 강한 대조를 이룬다. 워터하우스는 오필리아의 무릎과 머리카락에 꽃을 그려 넣음으로써, 그녀를 자연 환경과 자연스럽게 연결시키고자 했다.

## 같이 보기
- 《오필리아》: 존 에버렛 밀레이의 그림